# Râul Fundățica
Râul Fundățica este un curs de apă, afluent al râului Urdărița. 